# Consejo de Seguridad Nacional de Turquía

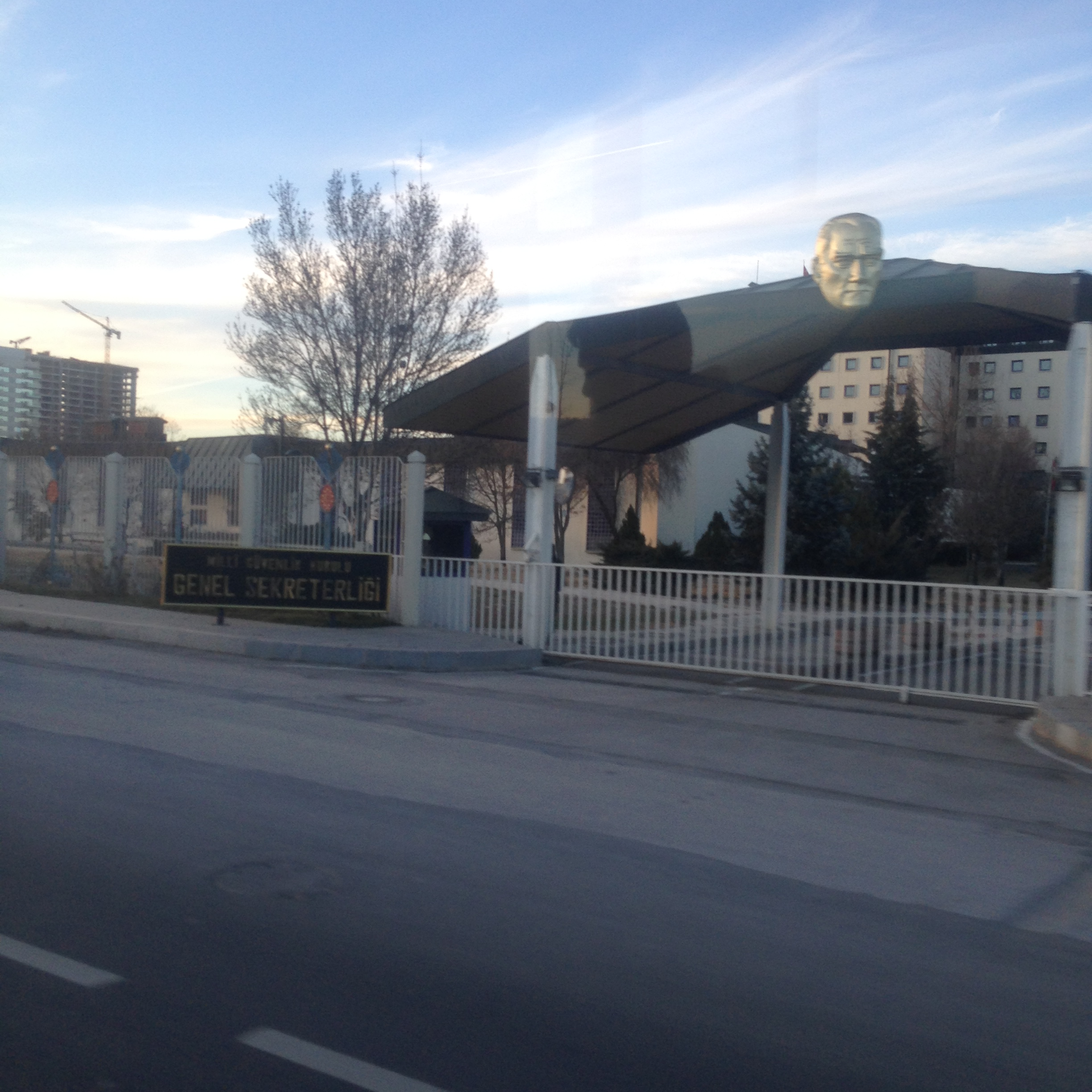
Sede del Consejo de Seguridad Nacional de Turquía, en Ankara.

El Consejo de Seguridad Nacional de Turquía (en turco Milli Güvenlik Kurulu o MGK) es una institución prevista en la Constitución de este país, formada por civiles y militares. Los Miembros del Consejo de Seguridad Nacional, según el artículo 118 de la Constitución, son los ministros de Defensa, Interior y Asuntos Exteriores, el jefe del Estado Mayor del Ejército, los comandantes de los distintos cuerpos de ejército turco y de la Policía, bajo la presidencia del presidente de la República. Al igual que los Consejos de Seguridad Nacional de otros países, el MGK desarrolla la política de seguridad nacional del país.
Se estableció en 1961, después del golpe militar de ese año, su función se vio considerablemente reforzada en la Constitución de 1982 dictada tras el golpe de Estado de 1980, que lo convirtió en una verdadera instancia de control y vigilancia. Tras la reforma constitucional de 2003, han ganado peso los civiles dentro del consejo y así el cargo de Secretario General ha sido confiado a un civil. Su influencia  se ha reducido significativamente para convertirse esencialmente en un órgano de carácter consultivo.